# 파스타 리피에나
파스타 리피에나(이탈리아어: pasta ripiena)는 이탈리아의 소를 넣은 피 음식이며, 파스타의 종류이다. 대체로 달걀이 들어간 스폴리아를 사용해 만드는 달걀 파스타인 경우가 많다.

## 종류
- 가타핀(gattafin)
- 라비올리(ravioli)
- 마루비니(marubini)
- 메제루네(mezzelune)
- 샤르피노치(scarpinocc)
- 아놀리니(anolini)
- 아뇰로티(agnolotti)
  - 아뇰로티 파베시(agnolotti pavesi)
  - 아뇰로티 피에몬테시(agnolotti piemontesi)
- 아뇰리니(agnolini)
- 차르송스(cjarsons)
- 카손첼리(casoncelli)
- 카펠라치(cappellacci)
- 카펠레티(cappelletti)
- 쿨루르조네(culurgione)
- 토르텔로니(tortelloni)
- 토르텔리(tortelli)
  - 토르텔로 델라 포센타(tortello della Possenta)
  - 토르텔로 아마로 디 카스텔고프레도(tortello amaro di Castel Goffredo)
  - 토르텔리 디 추카(tortelli di zucca)
  - 토르텔리 알라 피아첸티나(tortelli alla piacentina)
- 토르텔리니(tortellini)
  - 토르텔리니 디 발레조술민초(tortellini di Valeggio sul Mincio)
- 파고티니(fagottini)
- 판소티(pansoti)

## 사진

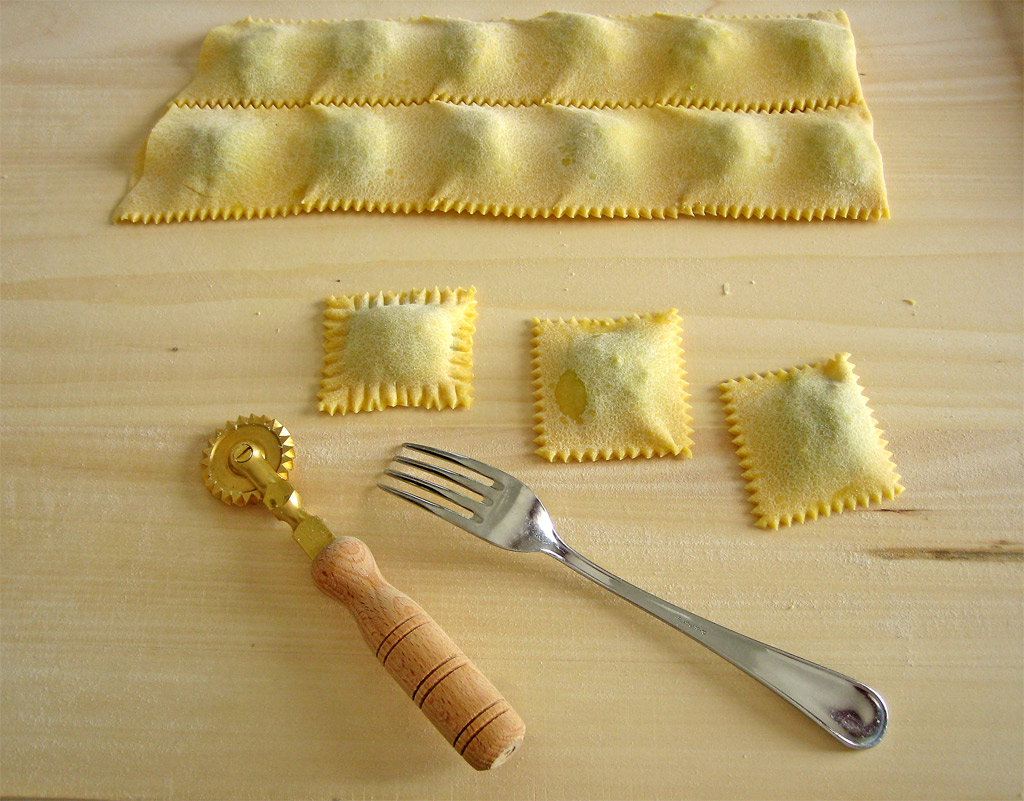
라비올리
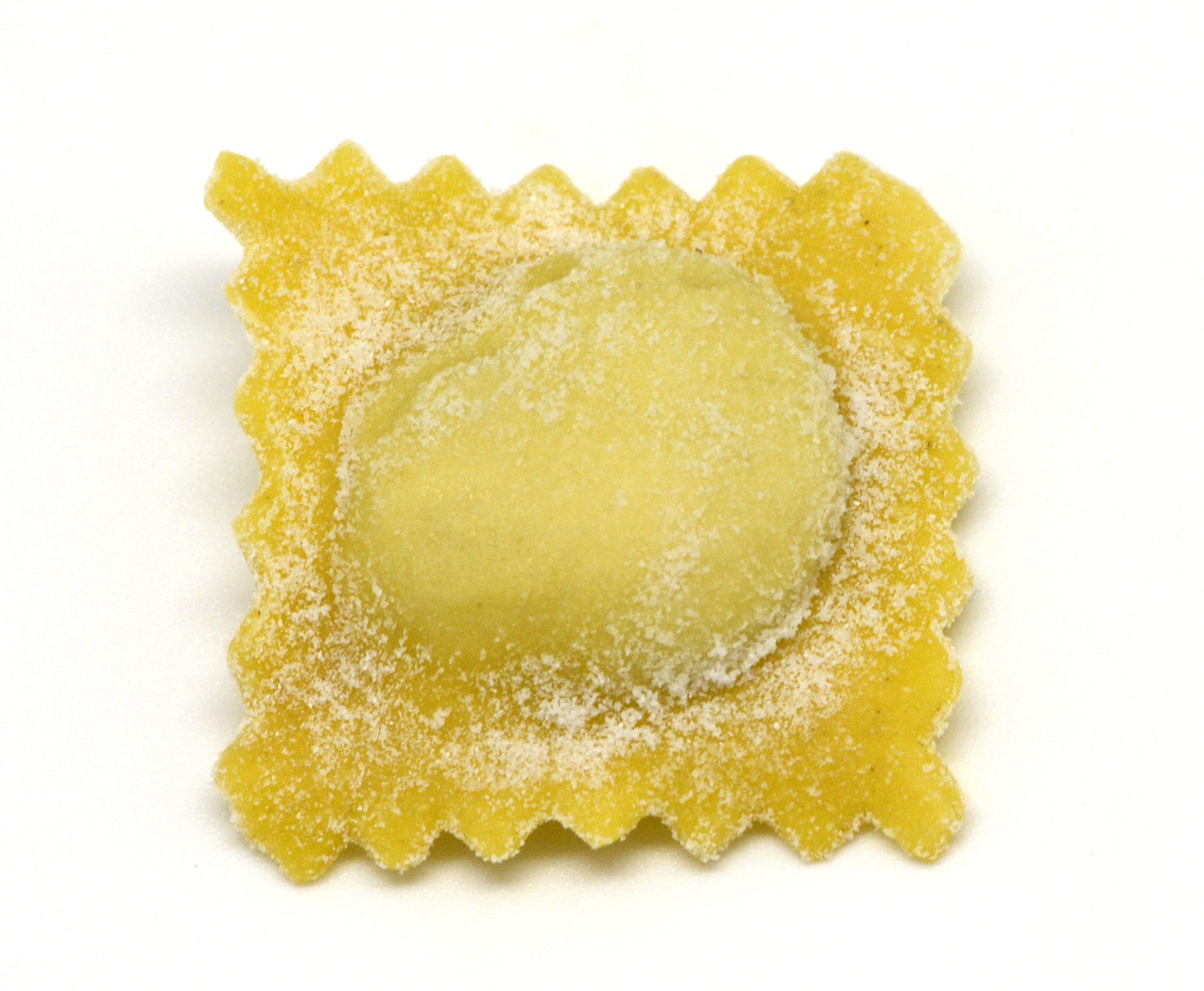
아뇰로티
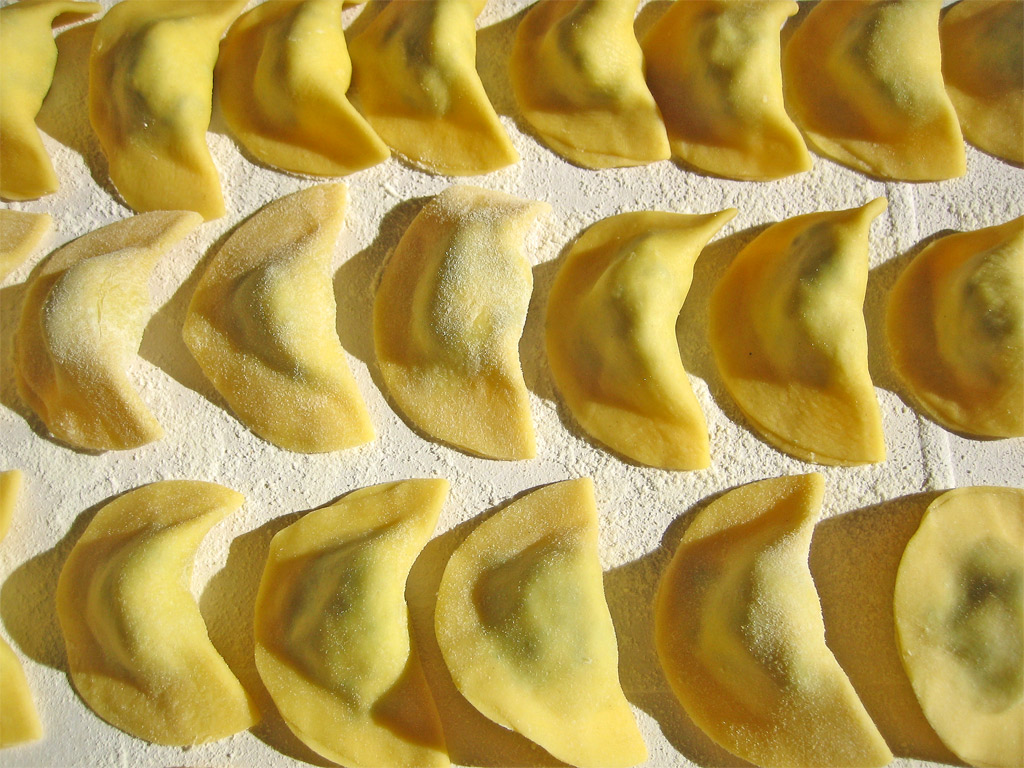
오레키오니
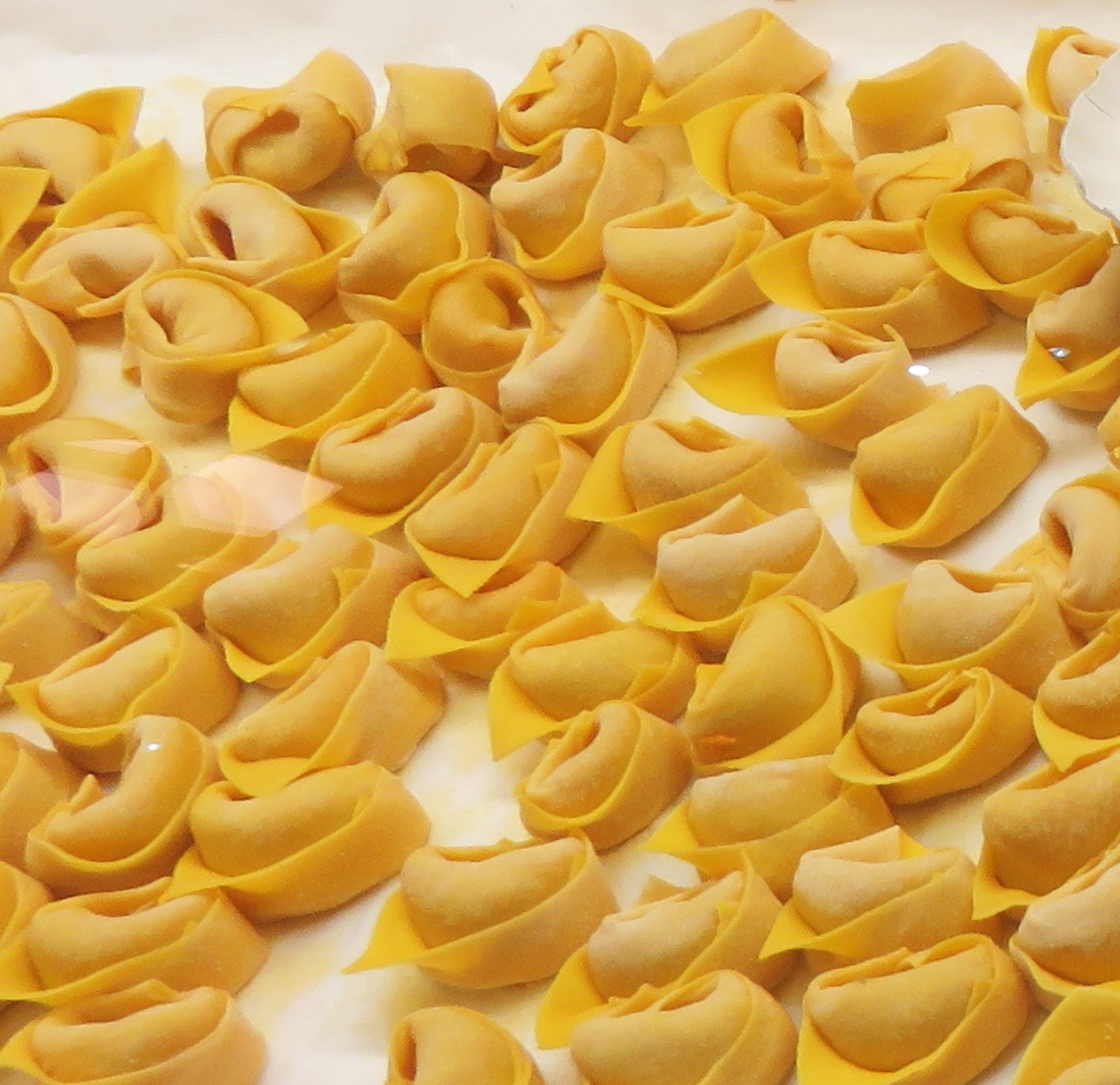
카펠레티
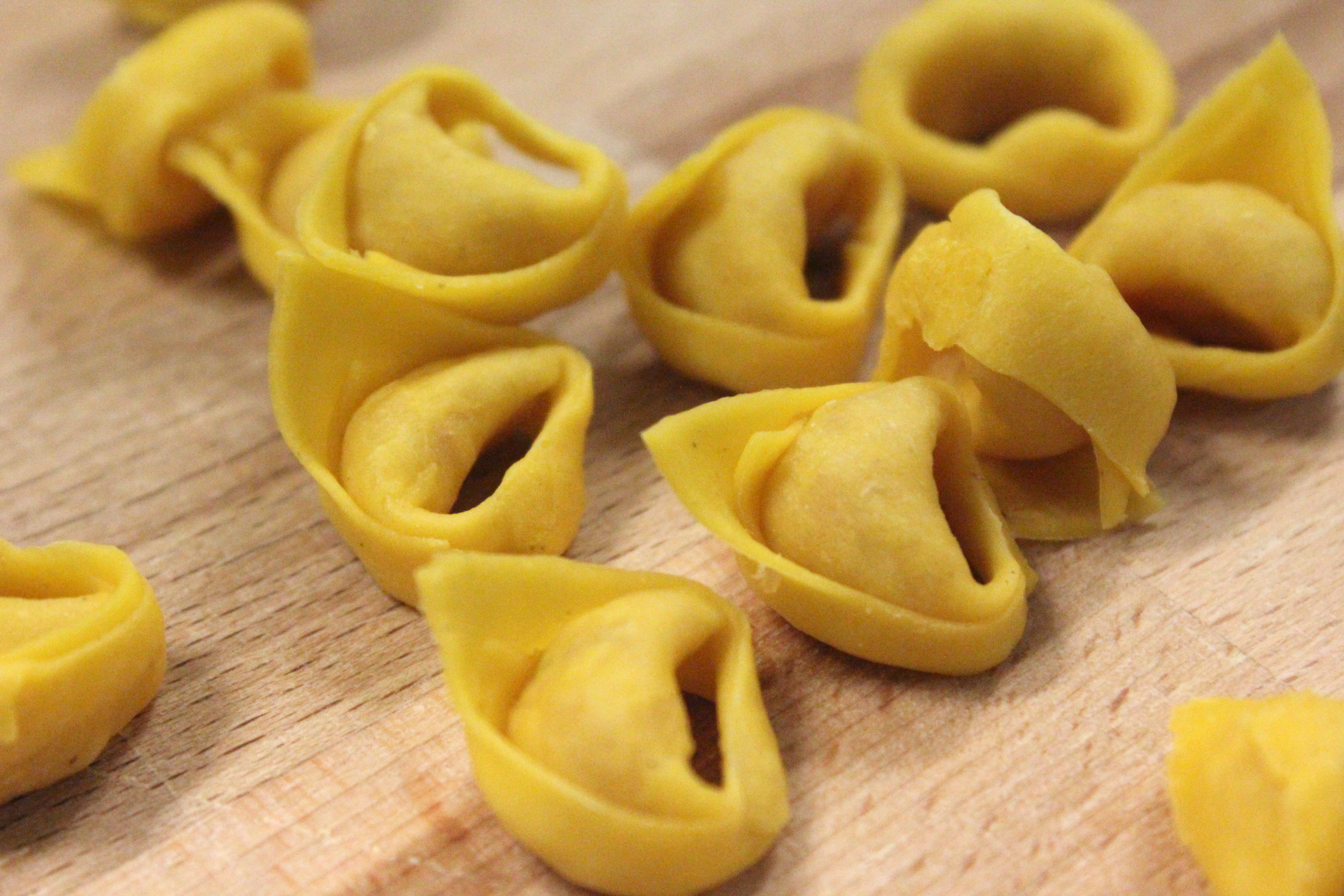
토르텔리니

## 같이 보기
- 소를 넣은 음식 목록